# Case Venzi, Forlì-Cesena
Case Venzi é uma fração, na Itália, da província de Forlì-Cesena, na região de Emilia-Romagna.
Case Venzi está localizada a uma altitude de 358 metros acima do nível do mar. De acordo com uma avaliação do ano de 2011, a cidade possuía 30 habitantes.